# Turó de Marfull
El Turó de Marfull és una muntanya de 318 metres que es troba al municipi de Sant Celoni, a la comarca del Vallès Oriental.
Al cim podem trobar-hi un vèrtex geodèsic (referència 298111001).